# 小山祐士
小山 祐士（こやま ゆうし、1906年〈明治39年〉3月29日 - 1982年〈昭和57年〉6月10日）は、日本の劇作家。

## 人物・来歴
広島県福山市笠岡町（今町）生まれ。誠之館中学（現福山誠之館高校）を経て慶應義塾大学法学部卒（1931年）。劇作を志したのは慶応在学中の1925年（大正14年）に築地小劇場で、チェーホフの『三人姉妹』を9日間続けて観たことがきっかけ。9回とも感激したという。在学中は広島市出身の小山内薫が会長を務めた慶応劇研究会へ所属し、小山内に私淑。卒業後は銀座の櫻田機械工業営業部に就職（1937年退社）。傍ら同郷の井伏鱒二に紹介された岸田國士に師事した。
1932年（昭和7年）、菅原卓らと同人誌『戯作』を創刊。この時期は久保田万太郎に師事。同年『飜えるリボン』で作家デビュー。テアトル・アンチーム劇団で上演された。 
1933年（昭和8年）に発表した戯曲『十二月』が築地座で上演、翌1934年（昭和9年）の『瀬戸内海の子供ら』で第2回芥川龍之介賞候補に選ばれ、劇作家としての地位を確立した。
この作品はチェーホフに学び、陰影の濃い台詞を福山地方の方言で描く手法で、戦争のにおい漂う瀬戸内の鬱屈した青春を描き、第2回芥川賞に決定と新聞発表までされながら、戯曲は対象外として取り消された。
1935年（昭和10年）『瀬戸内海の子供ら』四幕が岸田國士の演出で、劇団『築地座』で上演され、杉村春子の好演もあり大ヒットした。
1937年（昭和12年）、文学座創立に脚本家として参加。
1941年（昭和16年）、日本移動演劇連盟を創立し、参加。同年わかもと製薬に入社、文化事業部主事となり、演劇と放送の仕事をする。1942年（昭和17年）にはNHK嘱託となり放送劇も書いた。
1945年（昭和20年）、本土空襲が本格化していた同年5月、海軍出身者で作る民間の海洋吹奏隊の北海道演奏旅行にわかもと製薬の文化部長として同行。帰郷後、妻の実家・岡山県玉島市（現倉敷市）に疎開。広島原爆投下後の広島を目撃した。戦後、瀬戸内海の島々をまわって歩き、その生活や言葉のあまりの独自性に驚いたのが小山の創作の原点。生涯に亘り、瀬戸内の素朴な暮らしを愛し、詩情あふれる柔らかな方言で、人々の心模様を繊細に編んだ。戦後、全国的に素人演劇や自立演劇が興ったため、1946年（昭和21年）から1948年（昭和23年）まで、各都道府県県庁、マスコミの依頼により岡山・広島・山口・福岡など各地を講演に歩き、また、自立演劇コンクールの審査を各地で引き受ける。1950年（昭和25年）上京。戦後は、叙情的作風に原爆や公害問題を織り込む作風で活動。
原爆の傷跡を描いた『二人だけの舞踏会』で1956年（昭和31年）、岸田演劇賞受賞。瀬戸内の封建的な町をイメージした戯曲『蟹の町』の上演は、毎日演劇賞を受賞した。その他大久野島の毒ガス製造問題を告発した『日本の幽霊』（1965年）、『泰山木の木の下で』（1962年）などを発表。戦争や原爆の暗い影を背負った人間の孤独を描写し続けた。『泰山木の木の下で』は二幕を劇団民藝が始めて上演、同作は今日まで公演が続く劇団民藝の代表的演目の一つとなっている。著作集に『小山祐士戯曲集』(全5巻、テアトロ)などがある。
日本演劇界への著しい貢献が認められ、1968年（昭和43年）、芸術選奨文部大臣賞（文学評論）を受賞。1975年（昭和50年）、紫綬褒章受章。墓所は冨士霊園の文学者の墓。

## 著書
- 『瀬戸内海の子供ら』（白水社） 1935年
- 『魚族 戯曲集』（ぐろりあ・そさえて） 1940年
- 『光つてる女たち 戯曲集』（世界文学社） 1949年
- 『一人の女優の歩んだ道』（田村秋子共著、白水社） 1962年
- 『小山祐士戯曲全集』全5巻（テアトロ） 1967年 - 1971年
- 『女優の一生』（杉村春子共著、白水社） 1970年